# Robert Delorozoy
Robert Delorozoy (ur. 23 maja 1922 w Wersalu, zm. 2 czerwca 2015) – francuski polityk, działacz gospodarczy i samorządowiec, eurodeputowany I, II i III kadencji.

## Życiorys
W trakcie swojej kariery zawodowej obejmował szereg funkcji w organizacjach gospodarczych. Od 1964 powoływany w skład Rady Gospodarczej i Społecznej. Pełnił również funkcję prezesa regionalnej izby handlowo-przemysłowej. Od 1956 był zastępcą mera Choisel, w latach 1971–2001 sprawował urząd mera tej miejscowości. W latach 1986–1992 zasiadał w radzie regionu Île-de-France, od 1988 do 1992 przewodniczył związkowi Eurochambres.
Był działaczem Unii na rzecz Demokracji Francuskiej, a w jej ramach członkiem Partii Republikańskiej. W latach 1979–1984, 1986–1989 i 1993–1994 sprawował mandat posła do Parlamentu Europejskiego I, II i III kadencji.
Odznaczony Komandorią Legii Honorowej.